# Teddy Sheringham
Edward Paul "Teddy" Sheringham (født 2. april 1966) er en tidligere engelsk fodboldspiller. Sheringham spillede som angriber, og han havde en succesfuld karriere på klubniveau, da han vandt næsten alle store titler i sine klubber. Den mest kendte bedrift, var da han var med til vinde the Treble med Manchester United i 1998–99-sæsonen.